# Leichtathletik-Europameisterschaften 1990/1500 m der Frauen

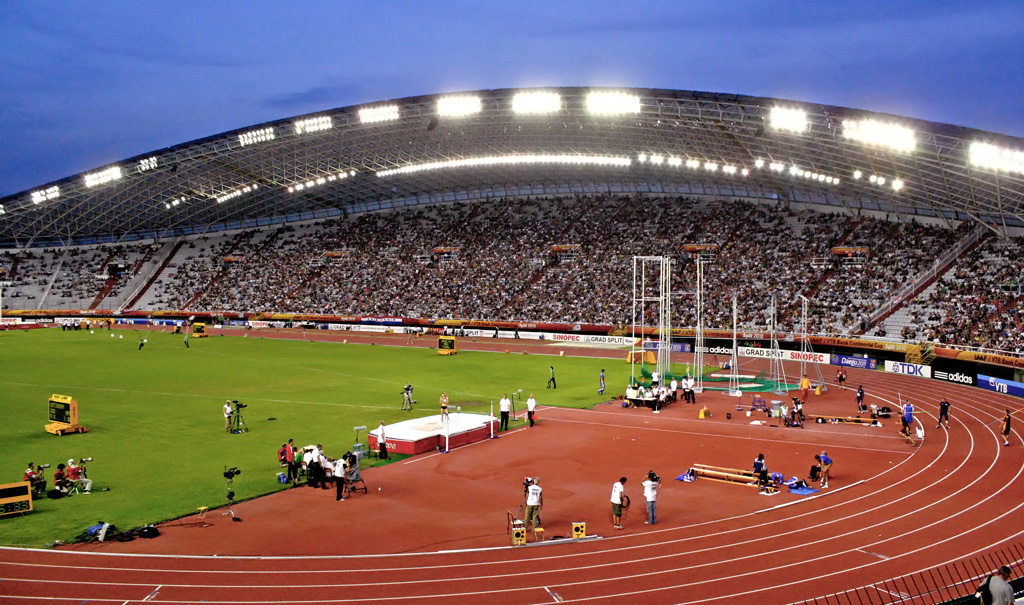
Das Stadion Poljud von Split im Jahr 2010

Der 1500-Meter-Lauf der Frauen bei den Leichtathletik-Europameisterschaften 1990 wurde am 30. August und 1. September 1990 im Stadion Poljud in Split ausgetragen.
Europameisterin wurde die Jugoslawin Snezana Pajkić. Sie gewann vor Ellen Kießling aus der DDR. Bronze ging an die Schweizerin Sandra Gasser.

## Bestehende Rekorde
| Weltrekord           | 3:52,47 min | Tatjana Kasankina | Zürich, Schweiz        | 13. August 1980    |
| Europarekord         | 3:52,47 min | Tatjana Kasankina | Zürich, Schweiz        | 13. August 1980    |
| Meisterschaftsrekord | 3:57,80 min | Olga Dwirna       | EM Athen, Griechenland | 11. September 1982 |

Die drei hier ausgetragenen Rennen wurden in mäßigem Tempo gelaufen und waren geprägt von ihrer Ausrichtung auf ein schnelles Finish So wurde der bestehende EM-Rekord nicht erreicht. Die schnellste Zeit erzielte die jugoslawische Europameisterin Snezana Pajkić im Finale mit 4:08,12 min, womit sie 10,32 s über dem Rekord blieb. Zum Welt- und Europarekord fehlten ihr 15,65 s.

## Legende
| NU23R | Nationaler U23-Rekord |

## Vorrunde
30. August 1990
Die Vorrunde wurde in zwei Läufen durchgeführt. Die ersten vier Athletinnen pro Lauf – hellblau unterlegt – sowie die darüber hinaus vier zeitschnellsten Läuferinnen – hellgrün unterlegt – qualifizierten sich für das Finale. Der erste Vorlauf war der deutlich schnellere dieser beiden Rennen. So qualifizierten sich alle acht Teilnehmerinnen aus diesem ersten Vorlauf für das Finale, während aus dem zweiten nur die vier erstplatzierten Athletinnen den Endlauf erreichten.

### Vorlauf 1
| Platz | Name                 | Nation           | Zeit (min) |
| ----- | -------------------- | ---------------- | ---------- |
| 1     | Sandra Gasser        | Schweiz          | 4:08,24    |
| 2     | Ljudmila Rogatschowa | Sowjetunion      | 4:08,30    |
| 3     | Yvonne Mai           | DDR              | 4:08,50    |
| 4     | Ellen Kießling       | DDR              | 4:08,70    |
| 5     | Doina Melinte        | Rumänien         | 4:08,80    |
| 6     | Jana Kučeríková      | Tschechoslowakei | 4:09,52    |
| 7     | Snežana Pajkić       | Jugoslawien      | 4:09,53    |
| 8     | Teena Colebrook      | Großbritannien   | 4:10,93    |

### Vorlauf 2
| Platz | Name               | Nation         | Zeit (min) |
| ----- | ------------------ | -------------- | ---------- |
| 1     | Christina Cahill   | Großbritannien | 4:12,00    |
| 2     | Natalja Artjomowa  | Sowjetunion    | 4:12,06    |
| 3     | Elena Fidatov      | Rumänien       | 4:12,35    |
| 4     | Violeta Beclea     | Rumänien       | 4:13,50    |
| 5     | Irene Theodoridou  | Griechenland   | 4:14,10    |
| 6     | Montserrat Pujol   | Spanien        | 4:15,72    |
| 7     | Beverley Nicholson | Großbritannien | 4:23,80    |

## Finale

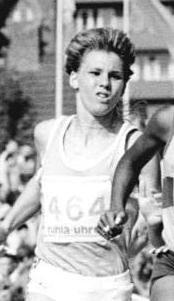
Vizeeuropameisterin Ellen Kießling – dies war ihr größter internationaler Erfolg
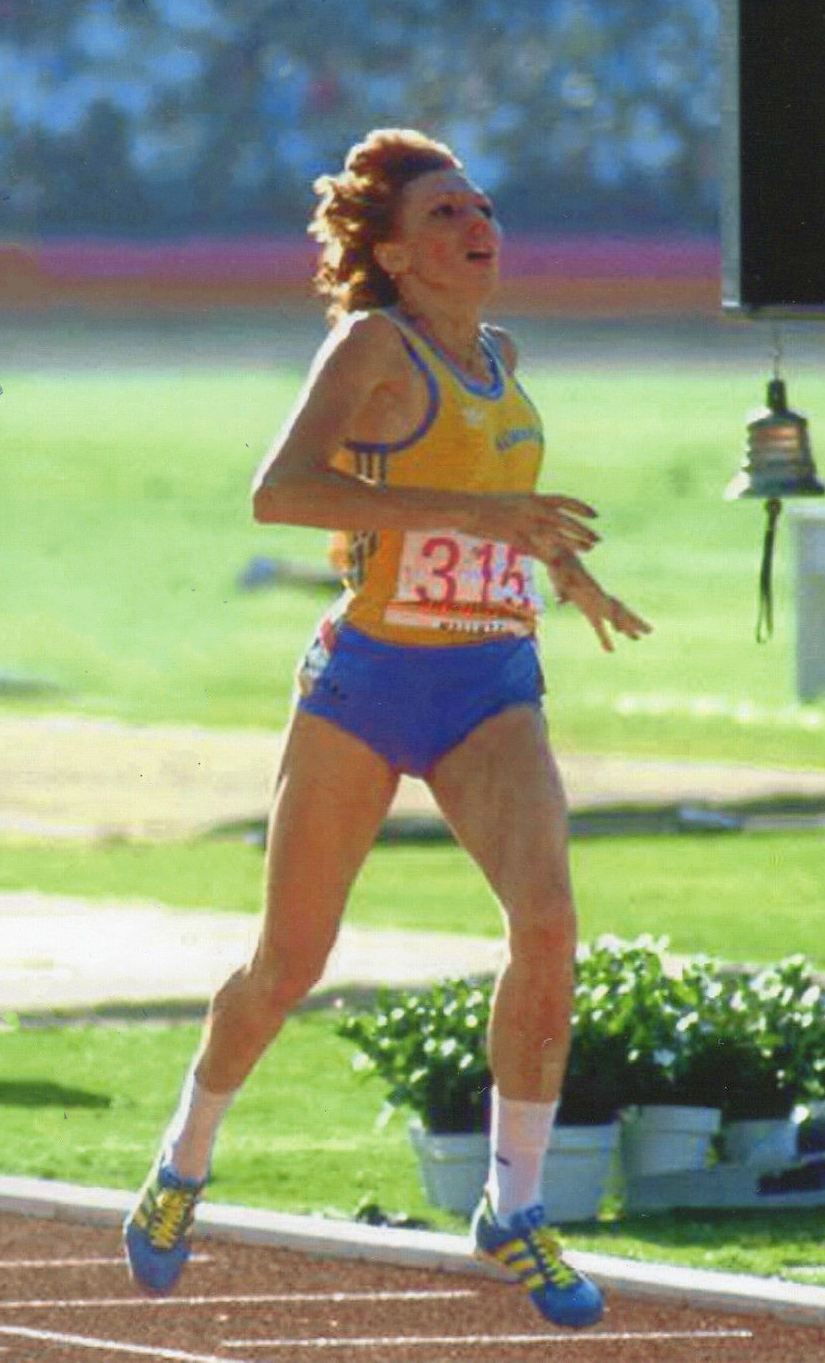
Die EM-Dritte von 1986, Olympiazweite von 1984 und 800 Meter-Olympiasiegerin von 1984 Doina Melinte erreichte Platz sechs
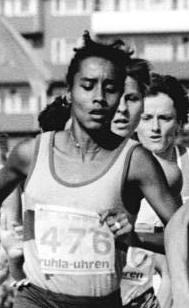
Yvonne Mai kam auf den siebten Platz

1. September 1990
| Platz | Name                 | Nation           | Zeit (min)    |
| ----- | -------------------- | ---------------- | ------------- |
| 1     | Snežana Pajkić       | Jugoslawien      | 4:08,12 NU23R |
| 2     | Ellen Kießling       | DDR              | 4:08,67       |
| 3     | Sandra Gasser        | Schweiz          | 4:08,89       |
| 4     | Ljudmila Rogatschowa | Sowjetunion      | 4:10,06       |
| 5     | Elena Fidatov        | Rumänien         | 4:10,87       |
| 6     | Doina Melinte        | Rumänien         | 4:10,91       |
| 7     | Yvonne Mai           | DDR              | 4:10,99       |
| 8     | Jana Kučeríková      | Tschechoslowakei | 4:11,67       |
| 9     | Natalja Artjomowa    | Sowjetunion      | 4:12,16       |
| 10    | Christina Cahill     | Großbritannien   | 4:14,48       |
| 11    | Teena Colebrook      | Großbritannien   | 4:15,22       |
| 12    | Violeta Beclea       | Rumänien         | 4:16,45       |

## Videolinks
- 3182 European Track & Field 1990 1500m Women, www.youtube.com, abgerufen am 25. Dezember 2022
- 1990, Snezana Pajkic, 1500m Final, European Athletic Championships, Split, www.youtube.com, abgerufen am 25. Dezember 2022